# Nawapur
Nawapur là một thành phố và là nơi đặt hội đồng đô thị (municipal council) của quận Nandurbar thuộc bang Maharashtra, Ấn Độ.

## Địa lý
Nawapur có vị trí 19°47′B 72°41′Đ / 19,78°B 72,68°Đ Nó có độ cao trung bình là 0 mét (0 feet).

## Nhân khẩu
Theo điều tra dân số năm 2001 của Ấn Độ, Nawapur có dân số 29.887 người. Phái nam chiếm 51% tổng số dân và phái nữ chiếm 49%. Nawapur có tỷ lệ 67% biết đọc biết viết, cao hơn tỷ lệ trung bình toàn quốc là 59,5%: tỷ lệ cho phái nam là 72%, và tỷ lệ cho phái nữ là 62%. Tại Nawapur, 14% dân số nhỏ hơn 6 tuổi.